# Trilepida anthracina
Espèce
Synonymes
- Leptotyphlops anthracinus Bailey, 1946
- Tricheilostoma anthracinum (Bailey, 1946)

Trilepida anthracina est une espèce de serpents de la famille des Leptotyphlopidae.

## Répartition
Cette espèce se rencontre en Équateur et en Colombie.

## Description
L'holotype de Trilepida anthracina, probablement un mâle adulte, mesure 246 mm dont 22 mm pour la queue et dont le diamètre à la moitié du corps est d'environ 6 mm.

## Publication originale
- Bailey, 1946 : Leptotyphlops anthracinus, a new blind snake from eastern Ecuador. Occasional Papers of the Museum of Zoology, University of Michigan, n. 492, p. 1-5 (texte intégral).